# Elecciones presidenciales de Francia de 1995
Las elecciones presidenciales de Francia de 1995 se realizaron en primera vuelta el 23 de abril de 1995, y al no existir candidato con mayoría absoluta, se realizó una segunda vuelta el 7 de mayo de ese mismo año, resultando vencedor Jacques Chirac.

## Primera Vuelta
| Candidato            | Partido                                           | Votos     | Porcentaje |
| -------------------- | ------------------------------------------------- | --------- | ---------- |
| Lionel Jospin        | Partido Socialista (PS)                           | 7.098.191 | 23,3%      |
| Jacques Chirac       | Agrupación por la República (RPR)                 | 6.348.696 | 20,8%      |
| Édouard Balladur     | Disidente de la Agrupación por la República (RPR) | 5.658.996 | 18,6%      |
| Jean-Marie Le Pen    | Front National (FN)                               | 4.571.138 | 15,0%      |
| Robert Hue           | Partido Comunista Francés (PCF)                   | 2.638.936 | 8,6%       |
| Arlette Laguiller    | Lutte Ouvrière                                    | 1.615.653 | 5,3%       |
| Philippe de Villiers | Mouvement pour la France (MPF)                    | 1.443.235 | 4,7%       |
| Dominique Voynet     | Les Verts                                         | 1.010.738 | 3,3%       |
| Jacques Cheminade    | Parti Ouvrier Européen                            | 84.969    | 0,3%       |

## Segunda Vuelta
| Candidato      | Votos      | Porcentaje |
| -------------- | ---------- | ---------- |
| Jacques Chirac | 15.763.027 | 52,6%      |
| Lionel Jospin  | 14.180.644 | 47,4%      |

- Datos: Q1450660
- Multimedia: French presidential election (1995) / Q1450660